# Ministero degli affari interni (Romania)
Il Ministero degli affari interni (in romeno Ministerul Afacerilor Interne – MAI) è un dicastero del governo rumeno.
Dal 23 agosto 1944 al 18 marzo 1975 il ministero ha mantenuto il titolo di Ministero degli affari interni, tra il 2004 e il 2007, ebbe il titolo di Ministero dell'amministrazione e dell'interno, e dall'aprile 2007, Ministero dell'interno e della riforma amministrativa. Nel dicembre 2008 il governo Boc ha cambiato il nome in Ministero dell'amministrazione e dell'interno (Ministerul Administrației şi Internelor).
Fino al 2006 il ministero è stato ospitato nei pressi di Lipscani, nel Palatul Vama Postei, costruito tra il 1914 e il 1926 secondo i piani dell'architetto Statie Ciortan. Nel 2006 il ministero venne spostato nel vecchio edificio del Senato in piazza della Rivoluzione. Questo edificio fu lo stesso da cui Nicolae Ceaușescu ha cercato di fare il suo ultimo discorso, e dove dal suo tetto fuggì in elicottero il giorno successivo.
Il ministro dell'interno attuale è Cătălin Predoiu (PNL).

## Storia
Il 20 luglio 1862, con decreto 495 firmato da Alexandru Ioan Cuza, è nato il Ministero degli interni, con sede a Bucarest, dopo l'abolizione della "Direzione del ministero degli interni di Iasi" e l'unificazione amministrativa dei dipartimenti della Moldavia e della Romania. Il 20 luglio 1864, il Ministero dell'interno si è fuso con il Ministero dei lavori pubblici come "Ministero dell'interno, dell'agricoltura e dei lavori pubblici".
Il 20 giugno 1913, il Ministero degli interni è stato riorganizzato nella sua composizione entrando nei servizi centrali e nei servizi speciali. Questi servizi includono la "Direzione generale dei servizi di salute", la Direzione generale dei telegrafi, delle poste e del telefono", la "Direzione generale delle carceri", la "Gazzetta Ufficiale" e la "Stampa di Stato". Attraverso un decreto legge, dopo l'unificazione del 1918, il 22 giugno 1919, le strutture ministeriali vennero estese alla Grande Romania. PAi sensi della "Legge sui ministeri" approvata il 2 agosto 1929, il Ministero viene riorganizzato. I suoi compiti principali sono: la direzione dell'amministrazione generale del paese, l'ordine e la sicurezza dello stato e il controllo delle amministrazioni locali. La Legge sull'organizzazione del Ministero dell'Interno del 4 gennaio 1936 prevedeva una doppia missione per il ministero: l'amministrazione generale del paese e la difesa dell'ordine pubblico e della sicurezza dello Stato, ma erano allegate alcune nuove istituzioni: "L'ufficio nazionale del turismo", l'"Ufficio nazionale per la difesa della popolazione contro gli attacchi aerei", l'"Ufficio delle trasmissioni radiofoniche e cinematografiche" e l'"Istituto generale di statistica". Nel 1941, il nome del ministero fu cambiato in Ministero degli affari interni.

### Periodo comunista
Con il decreto nº 102/ 16 marzo 1949 il Ministero dell'Interno ha ricevuto una nuova organizzazione, che sarà guidata da un ministro, assistito da un consiglio, da dei vice ministri e da dei consiglieri ministeriali. Un ulteriore riorganizzazione ha avuto luogo il 20 settembre 1952, con il decreto 324, che ha visto l'istituzione del Ministero della Sicurezza dello Stato, come organo centrale distinto del Ministero degli Interni. Questa misura è stata praticamente abolita con il decreto nº 365/ 7 settembre 1953, quando ci fu la fusione dei due ministeri. L'11 luglio 1956, con decisione del Consiglio dei Ministri venne istituita una nuova struttura per il ministero, che venne divisa in due reparti: il "Dipartimento di Sicurezza" e il "Dipartimento degli Interni" e il 30 maggio 1963 ricevette una nuova struttura organizzativa: l'"Apparato di Sicurezza", la "Direzione politica delle truppe e delle bande del Ministero degli affari interni", l'"Apparato militare", la "Direzione generale degli Archivi di Stato" e 16 unità regionali. Il 4 aprile 1968 il ministero venne riorganizzato come Consiglio di Sicurezza di Stato che era l'organo centrale dello Stato. A seguito del decreto nº 131/ 19 aprile 1972, il Consiglio di sicurezza dello Stato si fuse con il Ministero degli affari interni, con la nuova istituzione comprendente: Securitate, milizia, sicurezza civile e vigili del fuoco, penitenziari e archivi di stato.

### Periodo post comunista
Il 22 dicembre 1989, per decisione del Fronte di Salvezza Nazionale, il Ministero degli Interni passò sotto il Consiglio militare superiore e il 25 dicembre 1989, dal comunicato stampa n. 2 del FSN, tutte le unità del ministero vennero subordinate al Ministero della difesa nazionale. La Legge nº 40/ 18 dicembre 1990, riorganizzò l'istituzione come parte della sua composizione le seguenti strutture: la Polizia romena, la Gendarmeria rumena, la Polizia di frontiera romena, i vigili del fuoco e gli Archivi nazionali. Il 28 giugno 2003, il Governo rumeno dispose l'ordinanza d'emergenza nº63, approvata con la legge nr.604/ 22 dicembre 2003, attraverso il quale Ministero dell'Interno venne fuso con il Ministero della Pubblica Amministrazione, prendendo il nome di Ministero degli Interni. Il 21 dicembre 2012, il ministero si fonde nel Ministero degli Interni, nel Ministero dello Sviluppo Regionale e della Pubblica Amministrazione, il primo è la continuazione del vecchio ministero.

## Strutture subordinate
- Ispettorato generale della Polizia romena
- Ispettorato generale romeno per le situazioni d'emergenza
- Ispettorato generale della Polizia di frontiera romena
- Ispettorato generale della Gendarmeria romena
- Direzione generale per la Sicurezza interna
- Direzione generale anticorruzione
- Gruppo speciale di protezione e intervento
- Unità speciale d'aviazione